# Gruppenbild

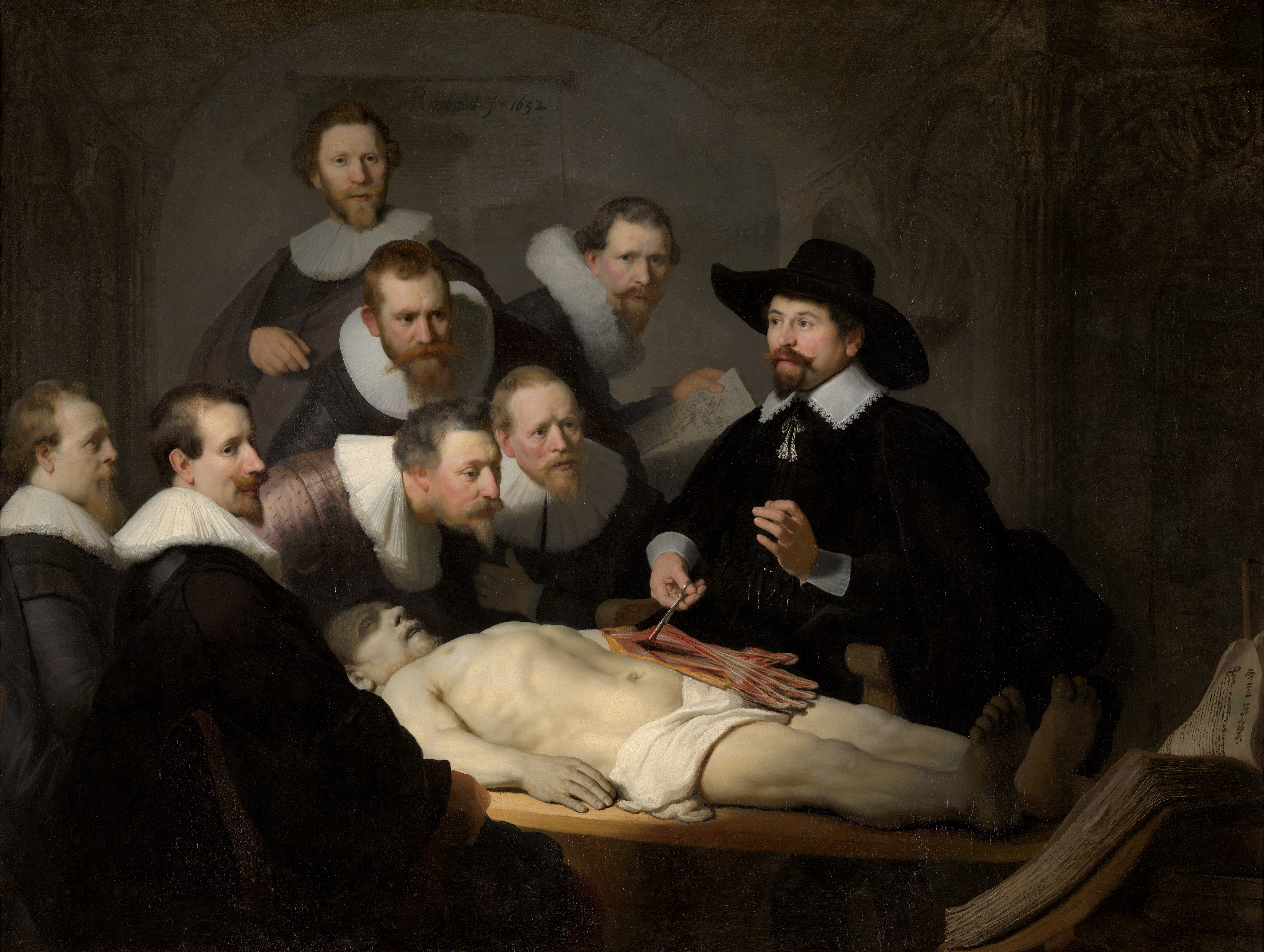
Korporationsbild von Rembrandt

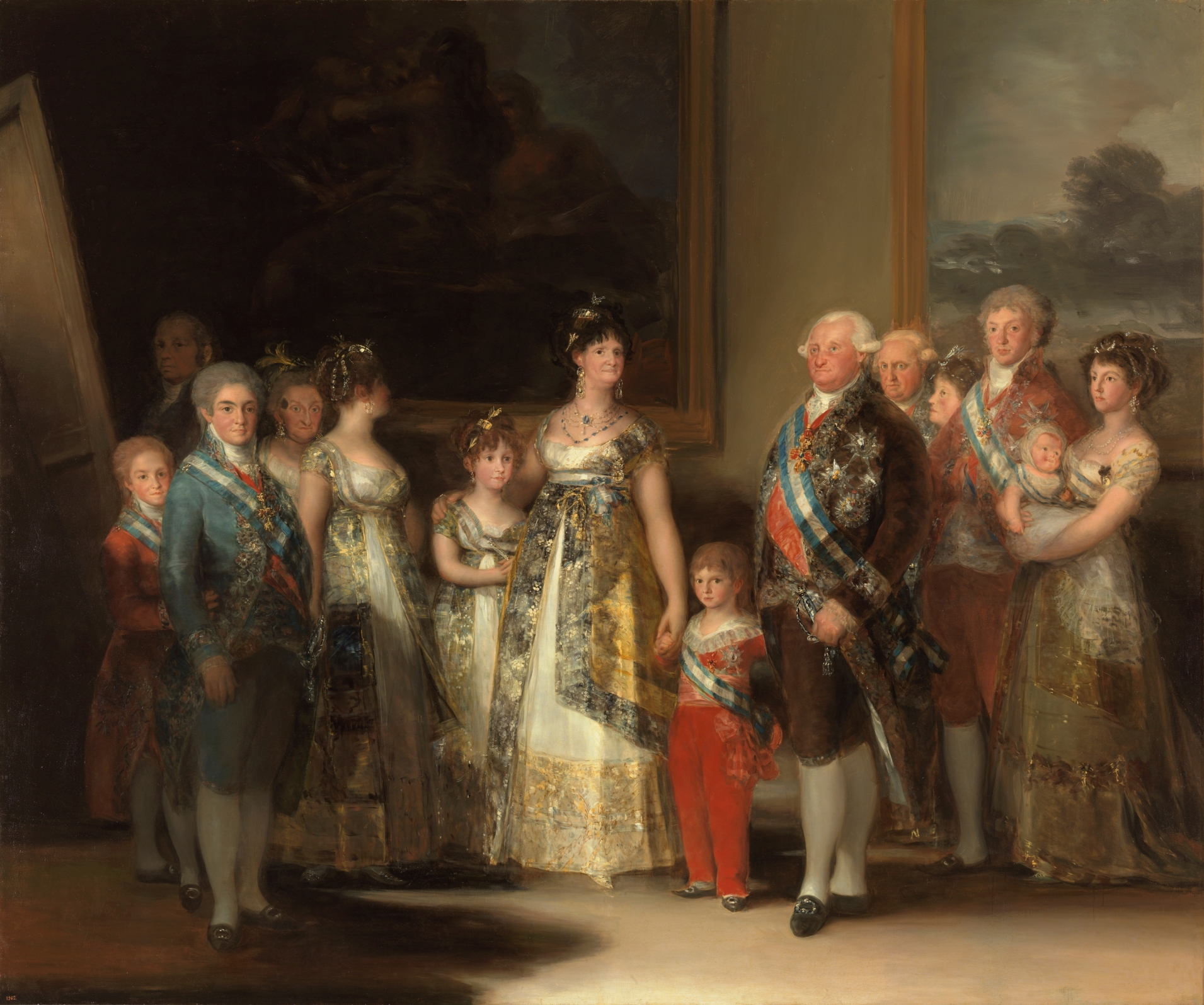
Regentenstück von Goya

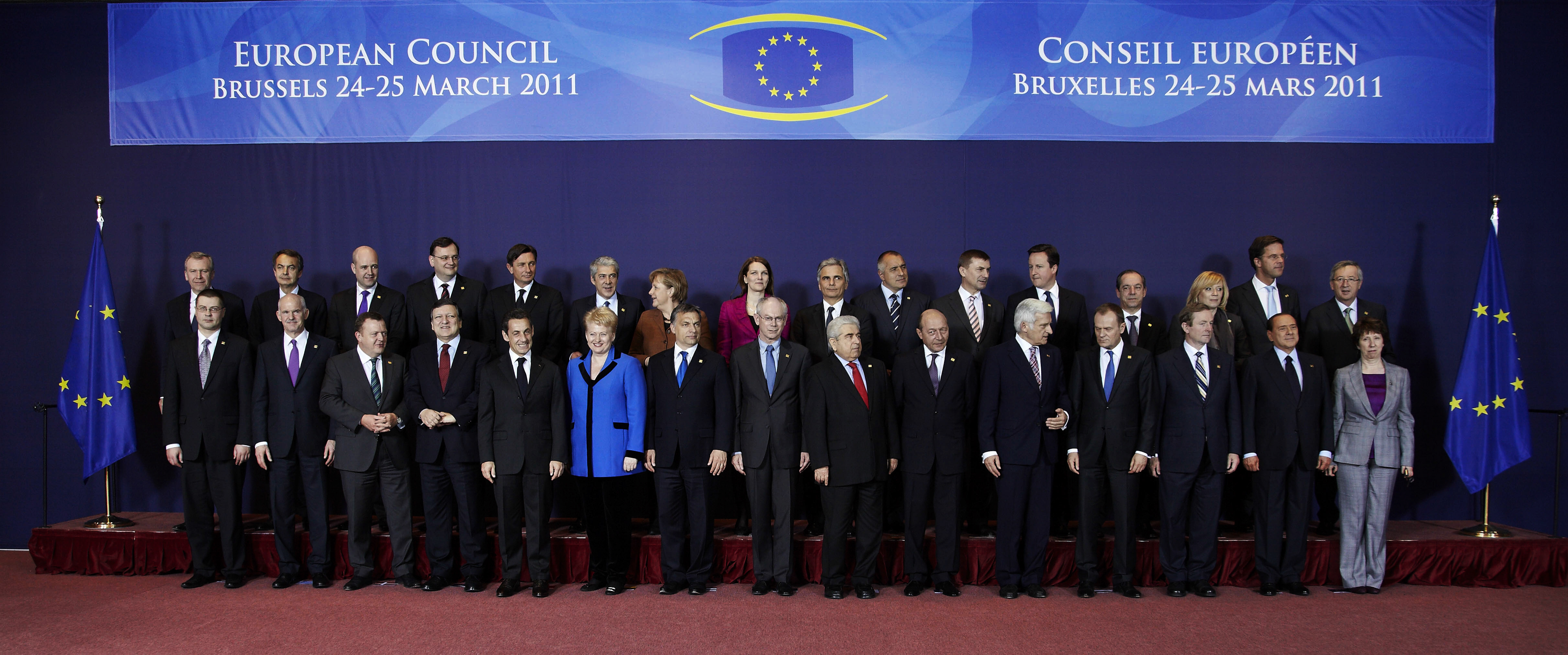
Gruppenbild des Europäischen Rates, 2011

Ein Gruppenbild (auch Gruppenbildnis oder Gruppenporträt genannt) ist die Darstellung mehrerer Menschen, die als Familie, als Standespersonen oder durch ihre Beschäftigung miteinander verbunden sind.
Das Familienbild entstand im 15. Jahrhundert aus den Darstellungen der Heiligen Familie und hat sich bis ins 20. Jahrhundert erhalten. Die Vorstufen der Darstellung von Personen gleicher Beschäftigung oder eines gemeinsamen Berufs sind die Abbildungen geistlicher Bruderschaften.
In der niederländischen Malerei des 17. Jahrhunderts erlebte das Gruppenbild eine besondere Blütezeit. Es entstanden die Genres Korporationsbild (z. B. Ärzte), Schützenstück (Mitglieder einer Schützengilde) und die Gruppendarstellungen der Vorsteher einer Gilde. Gruppenporträts von Standespersonen werden insbesondere in der niederländischen Malerei des späten 16. und des 17. Jahrhunderts Regentenstück genannt.

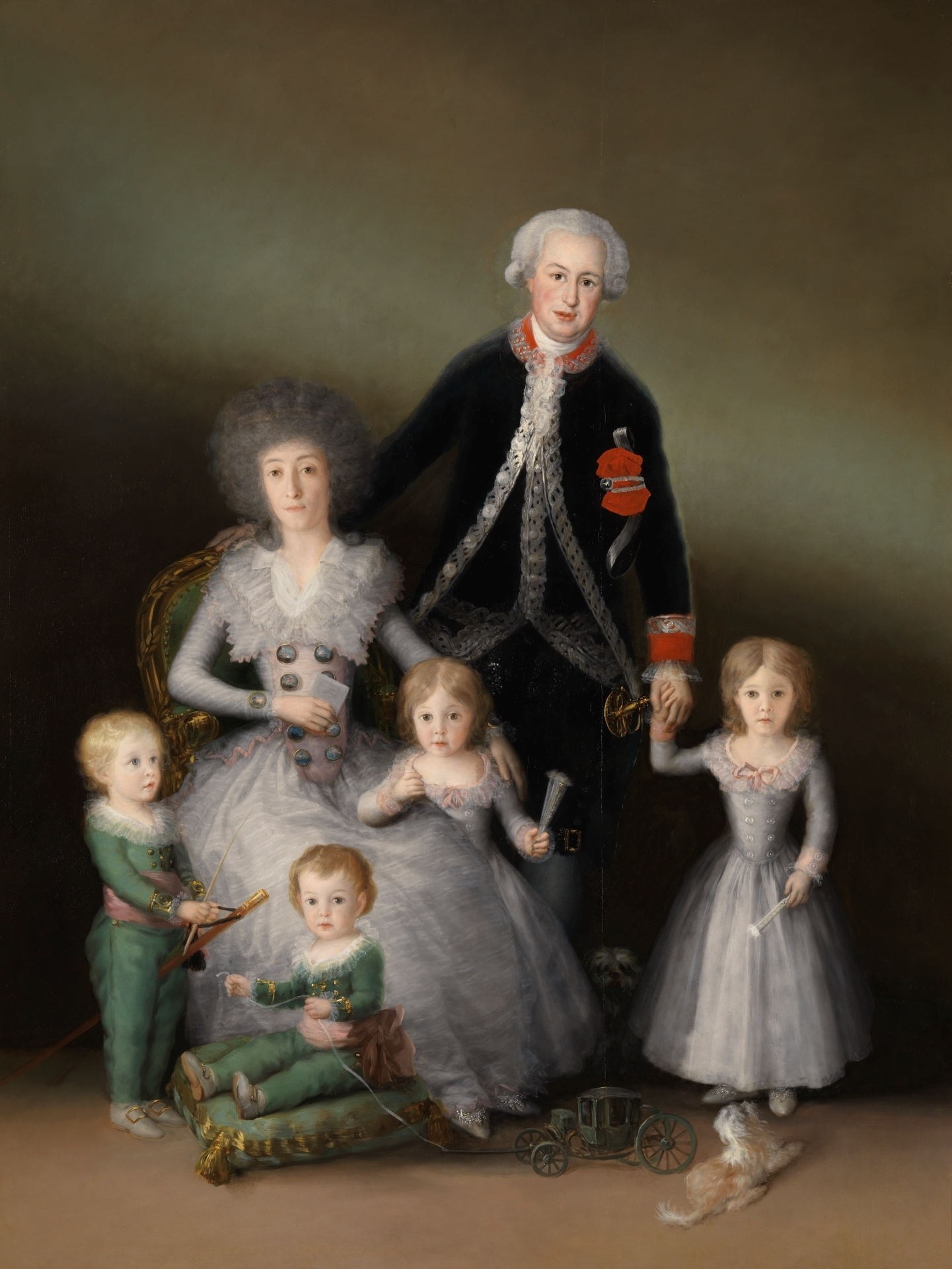
Familienbild von Goya
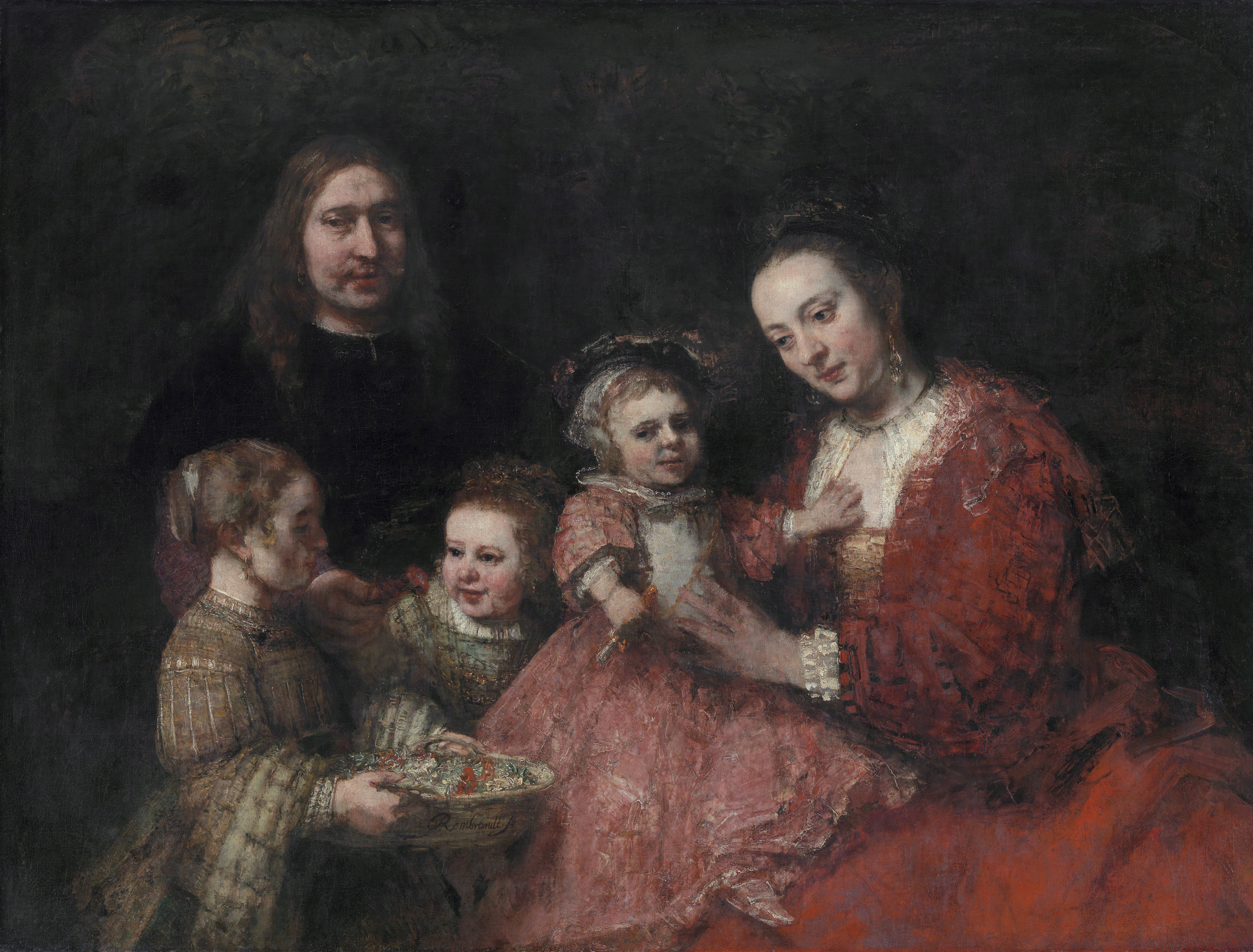
Familienbildnis (Rembrandt)
Schützenstück von Rembrandt